# Trachinotus goodei
Trachinotus goodei är en fiskart som beskrevs av Jordan och Evermann, 1896. Trachinotus goodei ingår i släktet Trachinotus och familjen taggmakrillfiskar. IUCN kategoriserar arten globalt som livskraftig. Inga underarter finns listade i Catalogue of Life.